# ألين روزنبرغ
ألين روزنبرغ (بالإنجليزية: Allen Rosenberg) هو مدرب تجديف أمريكي، ولد في 29 نوفمبر 1931 في فيلادلفيا في الولايات المتحدة، وتوفي في 7 ديسمبر 2013 في سيلفر سبرينغ في الولايات المتحدة.